# Punk in Nederland
De punkbeweging in Nederland viel aanvankelijk, net als in veel andere Europese landen, min of meer samen met de kraakbeweging en is daardoor sterk politiek georiënteerd. De muzikale stijl van de Nederlandse punkbands is in de loop der tijd (na de punkrevival van de jaren 90) over het algemeen melodischer geworden, hoewel de hardcore punk en aanverwante genres ook nog steeds aanwezig zijn. De skinheads in Nederland zijn niet zo prominent aanwezig als in bijvoorbeeld Duitsland of het Verenigd Koninkrijk.

## Geschiedenis

### Het begin van punk in Nederland (1977-1979)

#### Ontstaan

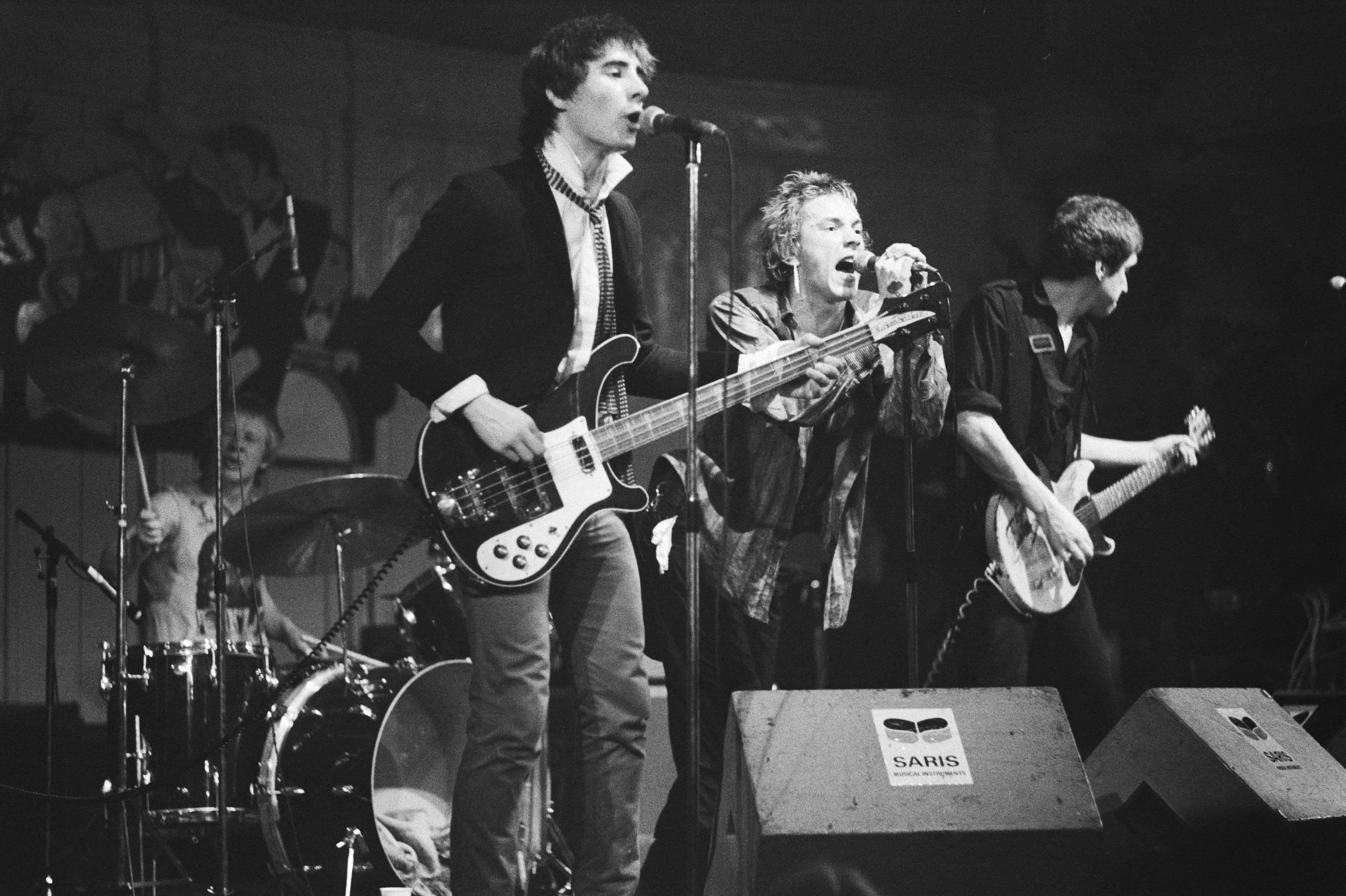
De Engelse punkband Sex Pistols treedt op in de Amsterdamse concertzaal Paradiso op 6 januari 1977.

Rond 1976 raakte de punkrock in de mode in het Verenigd Koninkrijk. Het bestaan van de punk in Nederland is echter nauwelijks tot het grote publiek doorgedrongen, met uitzondering van optredens van grote punkbands en -musici zoals Iggy Pop en The Stranglers in het populaire televisieprogramma AVRO's Toppop. Binnen de underground ontstond er wel een punkscene.
De punk in Nederland begon hoofdzakelijk in Amsterdam. In Amsterdam waren er enkele plekken waar de vroege punkers bij elkaar kwamen. De eerste was de muziekwinkel en punklabel No Fun aan de Rozengracht van Hansje Joustra, die later ook de uitgeverij Oog & Blik oprichtte met Joost Swarte. Als directe inspiratie voor No Fun diende de Amerikaanse punkclub CBGB, die door Joustra was bezocht. No Fun werd gevolgd door het platenlabel Plurex van Wally van Middendorp (zanger van de band Minny Pops). Plurex begon met het uitbrengen van punkmuziek, maar stapte over op alternatieve muziek in brede zin. In navolging van No Fun werd tevens de DDT666 Club van dichteres Diana Ozon en kunstenaar Hugo Kaagman aan de Sarphatistraat opgericht. Vanuit dat laatste pand werd ook de fanzine de Koekrant geproduceerd. Rond deze organisaties kwamen de eerste Nederlandse punkbands en punkers bijeen.
In 1977 besteedde het VARA-televisieprogramma Wonderland in een thema-uitzending aandacht aan het opkomende fenomeen punk. Daarin werden beelden getoond van de winkel No Fun en van optredens van de Stranglers in Paradiso in Amsterdam en van de Sex Pistols in Maasbree.

#### Cultuur
In deze beginperiode leek de punkcultuur minder extreem dan hoe ze zich later ontwikkelde. Tevens speelde politiek nog niet zo'n grote rol in de punkbeweging als in de jaren erna. Bepaalde aspecten van de mode en kleding die nu als typisch worden gezien voor de punkbeweging, bijvoorbeeld hanenkammen en piercings, bestonden aanvankelijk nog niet. Wel werd er toen al gebruik gemaakt van onder andere haarverf, veiligheidsspelden, buttons en leren jassen. DIY was ook al in de vroege dagen van de punk een belangrijke factor. Het doel van deze nieuwe mode was meestal om te choqueren en werd door punkers gebruikt om zich af te zetten tegen de heersende cultuur van die tijd. Een groot deel van de Nederlandse punkbeweging van de jaren 70 bleef niet punk en ontaardde uiteindelijk in new wave, postpunk en andere experimentele bewegingen.

#### Muziek
In de jaren 1977, 1978 en 1979 manifesteerde de punkscene zich in heel Nederland. In het begin waren dit voornamelijk muzikanten die dit genre probeerden te bespelen. Later werd dit geleidelijk overgenomen door punkers zelf, die het podium opeisten. Sommige van hen hadden nooit eerder een instrument bespeeld. Een van de eerste punksingles werd uitgegeven via het onafhankelijke platenlabel 1000 Idioten. Deze single van Paul Tornado was getiteld Van Agt Casanova en werd uitgegeven in 1977. Deze single werd veelvuldig op de radio gedraaid bij de VPRO, die ook in het televisieprogramma Onrust! veel aandacht besteedde aan punkmuziek en -cultuur.
Enkele bands uit die tijd zijn Speedtwins, Soviet Sex (met onder anderen Maarten van der Ploeg en Peter Klashorst), Ivy Green uit Hazerswoude, Jesus and the Gospelfuckers, Neo Punkz, 123, Helmettes, The Filth, Tedje en de Flikkers, The Ex, uit Enschede The Suzannes en Popgroep KUT (tevens de makers van het Enschedese fanzine Aambeeld), Rondos uit Rotterdam (opererend vanuit Huize Schoonderloo met een eigen label, uitgeverij en oefenruimte) en Panic uit Amsterdam.

### Krakersgeneratie (1980-1989)

#### Cultuur
In de jaren 80 steeg de werkloosheid en nam in de steden de woningnood toe. Bij bepaalde groepen in de maatschappij, met name bij bepaalde jongerengroepen, begon een pessimistisch en somber beeld van de toekomst te ontstaan. De angst voor een Derde Wereldoorlog heerste, (heroïne)verslaving vormde een ware epidemie die via Amsterdam de andere grote steden plaagde, de kans om een baan te vinden was klein en vanaf 1984 begonnen de huizenprijzen onafgebroken te stijgen. In 1980 werd door het duo Van Kooten en De Bie de spottende term doemdenken verbreid om deze mentaliteit enigszins ludiek beschrijven. Het was in deze periode dat men de term "no future" ging gebruiken.
Deze verandering in mentaliteit had effect op de Nederlandse punkcultuur, die snel verhardde. Men was ontevreden en de punk ging zich meer richten op politieke en maatschappelijke kwesties, wat doorklonk in de teksten van de punkmuziek. Veel punkers sloten zich aan bij de kraakbeweging en punk was in het algemeen een autonome en anarchistische beweging. Vele mensen, waaronder veel punkers en andere alternatievelingen, uitten hun frustratie tijdens het kroningsoproer op 30 april 1980, waarbij heftige rellen ontstonden. De leus "geen woning, geen kroning" werd die dag door velen gescandeerd. De schade liep in de miljoenen en er waren een paar honderd gewonden. Het kroningsoproer markeert het begin van de periode 1980 tot en met 1985, waarin de grootste ordeverstoringen sinds de Tweede Wereldoorlog plaatsvonden. Krakersrellen werden meer frequent en gewelddadiger. Ruim een jaar na het kroningsoproer vond in Amsterdam de antikernwapendemonstratie van 21 november 1981 plaats. Hoewel deze in principe vreedzaam was, was de demonstratie wel massaal: er deden meer dan 400.000 mensen aan mee.
Pas aan het einde van de jaren 80 waren de meeste maatschappelijke kwesties die voor zoveel frustratie hadden gezorgd verholpen. De jaren 90 begon met een positievere insteek, maar de punkmode en -muziek waren van grote invloed op de ontwikkeling van de punkcultuur die volgde.
In het straatbeeld van de jaren 80 werden enkele uiterlijke kenmerken van de punkcultuur door een breder publiek overgenomen, zoals het stekelhaar. Een punk was vaak herkenbaar aan het dragen van accessoires zoals veiligheidsspelden, zweetbanden of armbanden met ijzeren details en eventueel een piercing. Deze generatie jongeren wordt ook wel de Generatie X genoemd.

#### Muziek
Joke's Koeienverhuurbedrijf was een vrijplaats voor de opkomende punkcultuur in Nederland, bands zoals The Ex, Negazione, Neuroot, maar ook Harry Slinger hebben er platen opgenomen. De Nederlandse nummer 1-hit "Je loog tegen mij" heeft wortels in de punkcultuur. Eind 1982 verschijnen via de VARA uitzending De vrolijke krisis bands zoals: The Workmates, Soviet Sex en de Bizkids op de nationale televisie. In 1984 werd You Need A Gun (To Blow My Mind) van popband Grin een culthit.

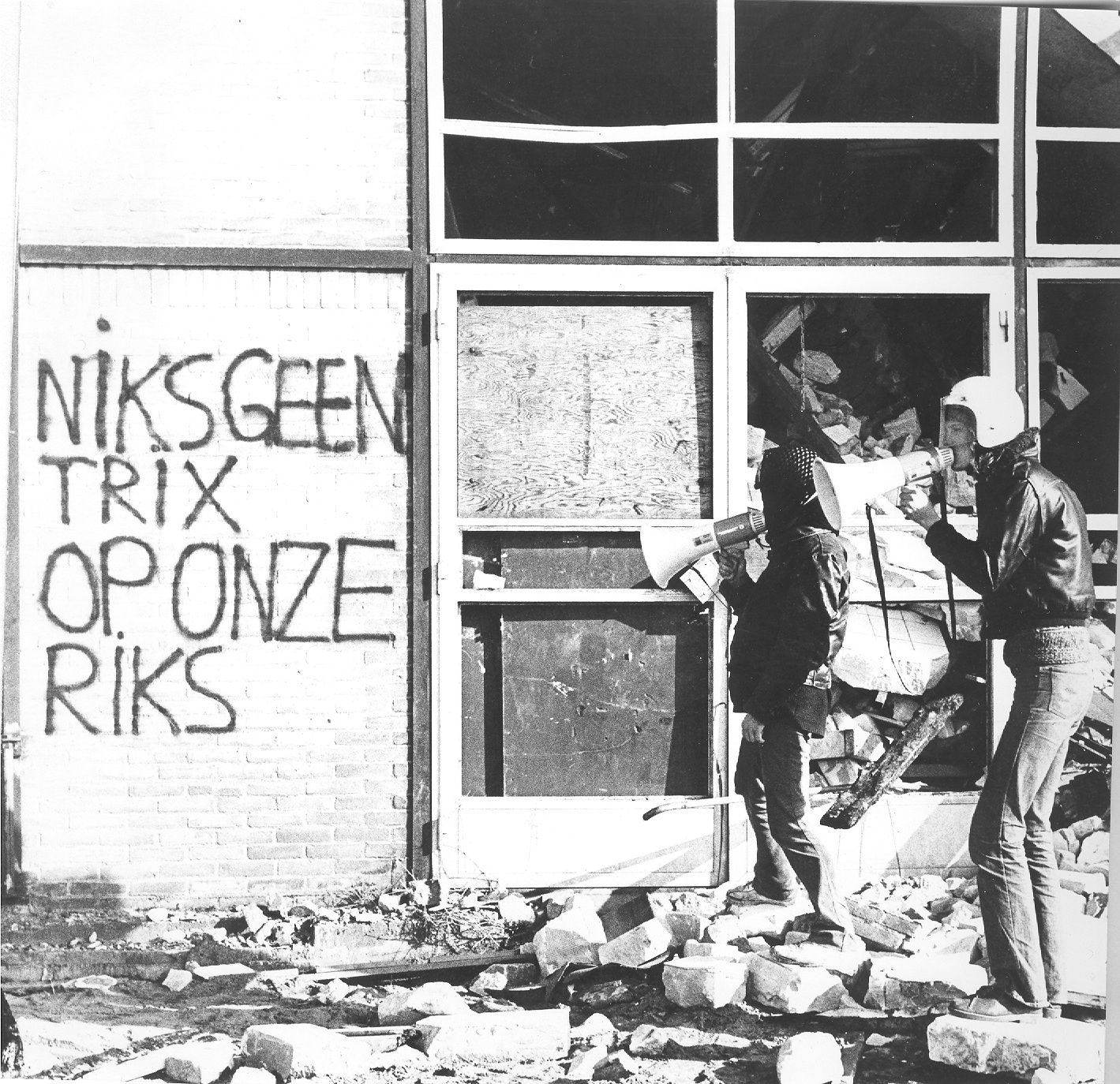
Platenhoes van punkband de Megafoons: Niks geen Trix op onze riks

In Utrecht werd in 1980 het compilatiealbum Utreg Punx uitgebracht, met bands als de Lullabies, The Nixe, Rakketax en de omstreden Noxious, waarvan zanger Ollie vermoord werd. Een jaar later werden er nog twee verzamelalbums uitgebracht, Onutrechtse Toestanden en de zogenaamde 7,50 LP, dit keer ook met bands uit andere steden. Hierop stonden de Lullabies, de Bizon Kidz, Zero Zero, Neo-Pogo's, de Rapers en The Nixe. Andere bands uit de Utrechtse regio waren de Clits (later Cold War Embryos), Coïtus Int., Dangerous Pyama's, de Megafoons, Pitfall (Wijk bij Duurstede) en Disorder, en een paar jaar later waren er de Pinn-offs, Avengers en Kikkerspuug. In 1981 verscheen het splitalbum Wielingen Walgt met live opnames van The Nitwitz en Götterflies, opgenomen in Wielingen een noemenswaardig album uit de kraakscene van die tijd. In het West-Friese Hoorn was een levendige scene ontstaan, waar midden jaren '80 bands zoals Vernon Walters en Indirekt waren gevormd. Uit Groningen komen bands als: Bloedbad, Jetset, Massagraf en Fahrenheit 451.
De jongerencentra Babylon in Woerden, Kaasee in Rotterdam, Simplon in Groningen, Stokvishal en het autonome punkkraakpand de  Goudvishal in Arnhem, Doornroosje in Nijmegen, Chi Chi Club in Winterswijk, De Buze in Steenwijk, Bauplatz in Venlo en Tivoli in Utrecht, Parkhof in Almaar (met de uitgave van het verzamelalbum Parkhof 11-4-81) waren belangrijke punkpodia in de eerste helft van de jaren 80, net als de Amersfoortse Grachtkerk (Kippenhok 1) en vooral de Goudvishal in Arnhem in de tweede helft van de jaren 80. Onder invloed van de Amersfoortse punkband Lärm groeide eind jaren 80 en begin jaren 90 de straight edge-beweging in Nederland met bands als Profound, Betray, Crivits, Manliftingbanner en Feeding The Fire. Babylon in Hengelo, een ander jongerencentrum dat dezelfde naam draagt als het jongerencentrum in Woerden en indertijd een belangrijk trefpunt voor punkers was, brengt na de gedwongen sluiting een verzamelalbum uit getiteld Babylon: bleibt fahren, met onder andere Murder Inc. III, B.G.K., Winterswijx Chaos Front en Neuroot. Vanuit Amsterdam werd het verzamelalbum Emma uitgebracht, met onder andere Pandemonium, Sonic Youth, Vacuüm en Zowiso.
Elders in Nederland ontstond begin jaren 80 de kortstondige beweging ultra. Ultra was een Nederlandse postpunk- en artpunkbeweging die met name actief was in Amsterdam. In tegenstelling tot veel buitenlandse postpunkbewegingen werd er door de ultrabands geëxperimenteerd met onder andere speelgoedinstrumenten, kettingzagen en vals gestemde gitaren. De beweging was min of meer gelieerd aan het muziektijdschrift Vinyl. Enkele bands uit dit genre zijn Mekanik Kommando, Minny Pops, Nasmak, The Young Lions en Fahrenheit 451.

### Punk in de jaren 90 (1990-1999)

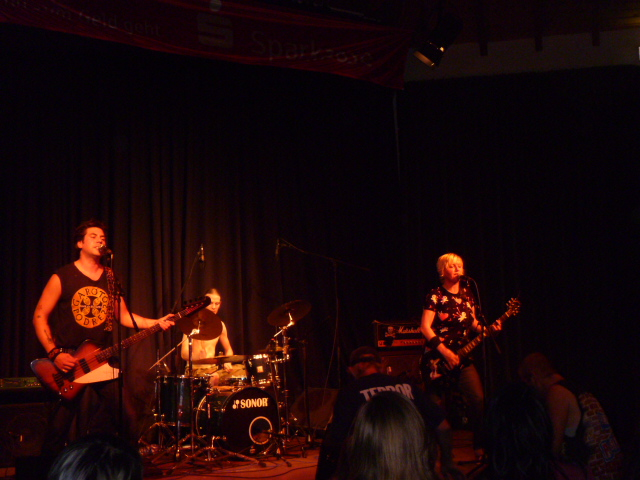
Bambix uit Nijmegen

De jaren 90 werden gekenmerkt door een wildgroei van Nederlandse punkbands, zoals Kankerwelvaart, Misselijk, ASO, Roggel, Game Over, Die Nakse Bananen en Disturbance. Enkele verzamelwerken die werden uitgebracht in deze periode waren de albums X-treem CD en Bits of Noise 2 uit 1998. De scene van de jaren 90 was meestal links georiënteerd, maar er waren ook punkbands die pretpunk (ook wel fun-punk) of anderzijds apolitieke punkmuziek speelden. Zalen zoals de Goudvishal in Arnhem, Baroeg in Rotterdam bieden een podium voor het genre. Ook de Nederlandse crust-cultuur kwam toen op, als een reactie op de melodische en meer naar pop neigende punkbands die Nederland toentertijd rijk was, bands zoals Fleas and Lice en Boycot spelen in heel Europa en de Verenigde Staten. Begin jaren negentig werd in Amsterdam de punkband Human Alert opgericht, met onder anderen illustrator Roel Smit als bandlid. Platenlabels als Stardumb Records en Tocado Records worden opgericht en maakten deel uit van deze beweging. In 1996 werd een compilatie-cd uitgebracht met daarop de eerste generatie punkbands (1977-1982) onder de titel: I'm Sure We're Gonna Make It. Vlak voor de wisseling van het millennium werd door het Duitse label Vitaminenpillen Records het dubbelalbum Groetjes uit Holland uitgegeven, met onder andere Brezhnev, Rat Patrol, N.R.A. en Jabberwocky.
Gedurende deze periode kwamen er, net zoals in de Verenigde Staten en elders in de wereld, ook in Nederland meer bands die zich lieten beïnvloeden door andere genres of in het algemeen een meer melodische stijl aanhingen. Genres die populair werden in de 90 waren poppunk, pretpunk, skatepunk, emocore en melodieuze hardcore. Bands die hieronder vallen, zijn onder andere Travoltas, I Against I en The Hufters. De meeste van deze melodieuze punkbands verkregen pas een decennium later echt succes.
De punkcultuur begon in de jaren 90 ook meer aandacht van buitenaf te krijgen. Zo waren er onder andere archieven en musea die al materiaal over de eerste golf van de punkperiode begonnen te verzamelen en modeontwerpers en kunstenaars van buiten de punkcultuur die zich laten inspireren door de punk. Tegen 1991 was de bekende uitspraak "punk is dood" al in zwang geraakt.

### Postpunkrevival (2000-2009)

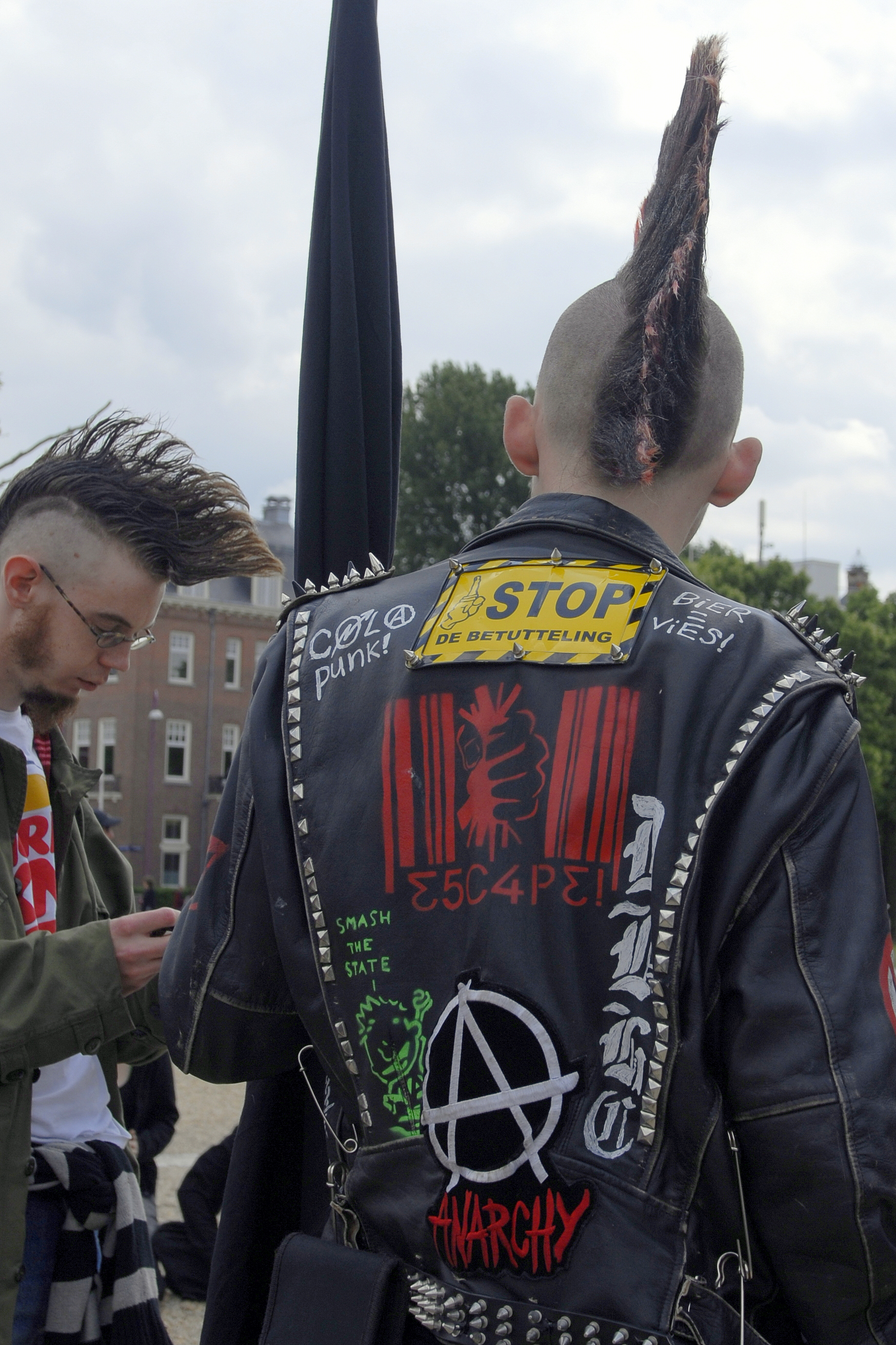
Een Nederlandse punker in 2008 met een hanenkam gekleed in een leren jas met daarop patches en studs.

Rond 2000 ontstond er vanuit Engeland een herwaardering van de protopunk, een zogenaamde postpunkrevival (The Stooges, Richard Hell, New York Dolls, The Stranglers, Sex Pistols) in de vorm van bands als The Libertines, Ikara Colt, Art Brut en McLusky. Ook in Nederland volgden er enkele bands die een hardere variant op de indierock nastreefden, waaronder de bands Pfaff, Voicst, Avec-A, Blues Brother Castro. Daarnaast waren de millenniumjaren een goede tijd voor de poppunk. In Nederland zijn er niet veel bands die het grote succes nastreven, wel zijn er bands die toegankelijker klinken voor het grote publiek, zoals The Undeclinables, Bambix, Travoltas en Human Alert.

### Punk in de mainstream (2010-heden)
In de jaren 10 werden de uiterlijke kenmerken van de punk nog meer mainstream. Geverfde haarpunten, "undercuts" (het haar geschoren aan de onder- en zijkanten), studs en andere modeverschijnselen die voorheen slechts bij punkers gezien werden, worden door een breed publiek gedragen in het straatbeeld. In de modewereld is "rebels" enkele jaren een thema en grote modeketens verkopen zogenaamde punkmode. Er worden nog altijd punkfestivals gehouden, met namen zoals Karel Anker en de Joden, Manliftingbanner en Antillectual. Het kraakverbod heeft de punkcultuur in Nederland geen goed gedaan. Bands zijn nu afhankelijk van de gevestigde podia.
De punk is in Nederland echter nog altijd aanwezig. In het Centraal Museum te Utrecht werd in 2012 een tentoonstelling getiteld God Save the Queen over de periode 1977-1984 gepresenteerd. In samenwerking met De Groene Amsterdammer werd daar een publicatie over uitgebracht. In de galerie van de Melkweg was datzelfde jaar de tentoonstelling Foto's voor Vinyl 1981-1988. In 2013 werd het verzamelalbum Punk's not deaf uitgebracht. In het EYE Filmmuseum werd in het jaar 2016 aandacht besteed aan het veertigjarig bestaan van punk. Er was op de locatie een punkmuseum opgericht met dagelijks optredens van bands. Sommige van die bands staan op het voor deze gelegenheid uitgebrachte verzamelalbum Fury!. Veel Nederlandse punkbands spelen vandaag de dag skatepunk, poppunk of pretpunk, zoals veel bands elders in Europa. De bands die spelen bij het Nederlandse platenlabel White Russian Records zijn hiervan een voorbeeld.

## Documentaires
- Punk Tegendraads 1976-1991, een documentaire van Gérard Bueters[14]
- Punk: Lang leve de lol, een documentaire van Alfred Broer uit 1996